# Isaac Villanueva
Isaac Villanueva Mendoza (Piojó, 25 de octubre de 1938-Barranquilla, 26 de enero de 2024) fue un compositor y productor colombiano de música caribeña.

## Biografía
Descendiente de la familia española asentada en Colombia, a los 14 años de edad marchó a estudiar bachillerato a Cartagena, donde cursó estudios de música en la Escuela de Bellas Artes.
En 1965 entró a trabajar como productor, autor y director artístico en Discos Fuentes de Medellín. Trabajó diez años en el departamento de ventas y veinticinco como director y productor artístico. Entre las canciones que ha compuesto y se han hecho populares en Colombia, otros países de habla hispana y en Estados Unidos, están: “El Ausente”, en la voz de Joe Arroyo; “La guayaba”, que aparece en la lista de las mejores canciones de salsa de todos los tiempos, "Mete y Saca" de la Banda  La Bocana; y “Maruja”, de La Sonora Dinamita.
Participó como jurado de varios festivales del Porro de San Pelayo; del Porro y Fandango de Sincelejo; Festival de la Leyenda Vallenata, Festival por los Derechos Humanos y Festival del Bolero en Antioquia, Festival de la Canción Inédita, Festival de Bandas en Paipa-Boyacá y en las Noches Barranquilleras- Festival de Orquestas en el Carnaval de Barranquilla.

### Los Pico Pico
A comienzos de 1976 creó el subgénero Pico pico, una salsa gallega, originaria de Barranquilla,  Colombia, para que la vocalizara un niño cesarense llamado Edgar Murillo. El tema se grabó y quedó muy bien. Intentamos hacer un long play, con 11 cortes más vocalizados por Murillo, pero él niño fue cortante: “Yo canto vallenato, a mí esa vaina, y que salsa, no me gusta”. Nadie pudo persuadirlo. No insistimos más. Con Fruko llegamos al acuerdo de buscar otros niños para sacar adelante el proyecto. Presenté, entonces, a Jaime Alain, hijo de mi hermano Jaime, para que interpretara La piñata, una canción escrita por Ángel, el hijo mayor mío. Asunto solucionado. Los integrantes definitivos fueron Julio Ernesto Estrada Jr., hijo de Fruko; mi sobrino Jaime Alain, y mi hijo Luis Felipe. En homenaje a la canción Pico pico le colocamos ese mismo nombre al grupo infantil. El primer long play incluyó, también, La piñata, que compartió los éxitos con Pico pico. El grupo hizo un total de tres trabajos de larga duración, de los que ‘pegaron’ Los enanos, Caperuza, El burrito de Belén y Campanitas, un hermoso villancico del compositor sinceano Juan Severiche Vergara.

## Composiciones
Dentro de su trayectoria como productor fueron grabadas más de quinientas canciones de su autoría, entre las que se cuentan La cumbia universal, La machaca, Golfo de Morrosquillo, Lo mío es mío, El armadillo, Vení- vení, El ausente, El arbol, El cocinero mayor, La vi partir, Los patulecos, Maruja, La parabólica, Mete y saca, El negro adentro, La punta colorá y El pescador de Barú, interpretadas por diversas orquestas como Los Diplomáticos, La Sonora Dinamita, Gabriel Romero, Eliseo Herrera, Pedro Laza, Los Melódicos, Los Tupamaros, Juan Piña, Los Pico Pico, Los Vecinos de Nueva York, Wilfrido Vargas, Diomedes Díaz y Fruko y sus Tesos con el Joe Arroyo.

## Fallecimiento
El 26 de enero de 2024 fallece en Barranquilla, tras de sufrir de un infarto de miocardio fue confirmado de un comunicado emitido por Discos Fuentes en la cual trabajaba como productor musical.